# Mtskheta
Mtskheta (tiếng Gruzia: მცხეთა) là một thành phố nằm tại tỉnh Mtskheta-Mtianeti, Gruzia. Đây là một trong những thành phố lâu đời nhất đất nước này, và từng là thủ đô của Gruzia. Thành phố nằm cách Tbilisi 20 kilômét (12 dặm) về phía bắc, ở nơi giao nhau giữa hai con sông Kura và Aragvi.
Do ý nghĩa lịch sử và một số di tích văn hóa, các di tích lịch sử của Mtskheta đã được UNESCO công nhận là Di sản thế giới từ năm 1994. Do là nơi khởi đầu và là một trong những trung tâm Kitô giáo sôi động nhất ở Gruzia, thành phố được Giáo hội Chính thống Gruzia tuyên bố là "Thành phố Thánh" vào năm 2014. Năm 2016, di tích lịch sử của Mtskheta đã được UNESCO niêm yết "bảo vệ nâng cao".

## Lịch sử

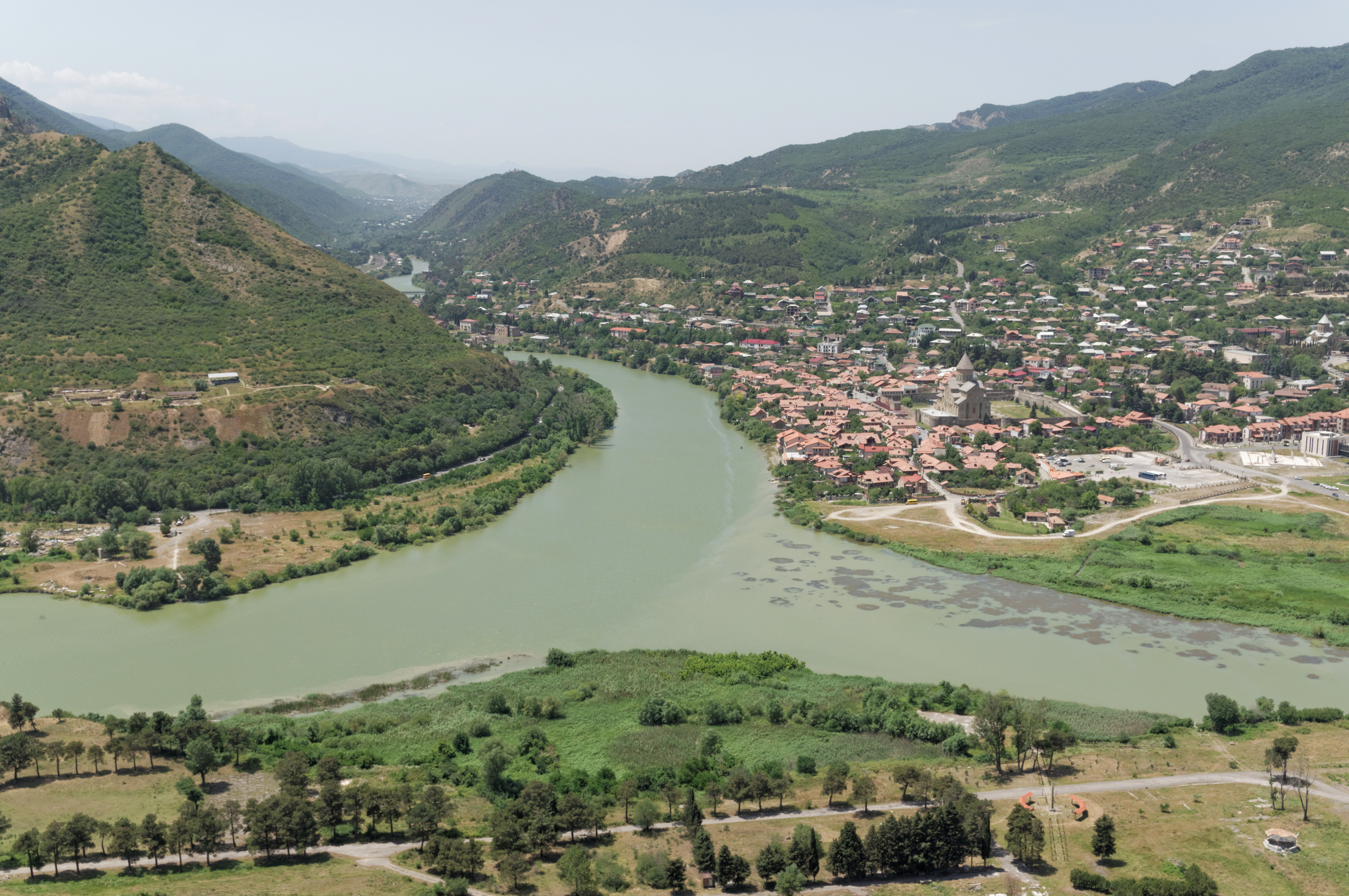
Hợp lưu của 2 sông Aragvi và Kura (Mt'k'vari).

Theo Biên niên sử Gruzia, Mtskheta được thành lập bởi Mtskhetos, con trai của Kartlos, một anh hùng sử thi được coi là tổ tiên của người Gruzia. Bức tường xung quanh thành phố được xây dựng bởi Nimrod. Một lập luận khác được các nhà sử học chấp nhận nhiều hơn là Mtskheta được thành lập bởi các bộ lạc Meskhebi cổ đại vào thế kỷ thứ 5 TCN. Đây là thủ đô của vương quốc Iberia Gruzia cổ đại trước khi bị chinh phục bởi Alexander Đại đế vào thế kỷ 4 TCN, nhưng một số sử gia không chấp nhận điều này. Cuối cùng, nhà cai trị do Alexander bổ nhiệm đã phá hủy các bức tường của Mtskheta và chỉ còn lại bốn pháo đài, một trong số chúng ngày nay được gọi là Armazi.
Bức tường mới xung quanh thành phố được xây dựng bởi vua Gruzia Pharnavaz I vào đầu thế kỷ 3 TCN, và được củng cố hơn dưới thời Sauromaces I cuối thế kỷ thứ 3 đến đầu thế kỷ thứ 2 TCN. Trong cuối thế kỷ 2 - đầu thế kỷ 1 TCN, vua Pharnajom củng cố mối quan hệ với người Ba Tư và mời các linh mục Hỏa giáo đến định cư ở Mtskheta. Điều này có thể đã dẫn đến việc các đền thờ Hỏa giáo được xây dựng trong thành phố. Trong khi đó, không có bằng chứng khảo cổ nào như vậy tồn tại. Các bức tường tiếp tục được hoàn thiện dưới thời Pharnavaz II vào thế kỷ 1 TCN và sau đó là Pharamanes I. Vị vua sau này có liên quan đến sự xuất hiện của các cộng đồng Kitô giáo đầu tiên ở Kartli và sự xuất hiện của Áo chùng dài của Chúa Giêsu tại Mtskheta được đem từ Jerusalem bởi những người Do Thái địa phương. Các bức tường ở thời kỳ đó nằm ở hai bên sông Mtkvari.
Mtskheta là địa điểm Kitô giáo hoạt động ban đầu dẫn đến việc Kitô hóa Iberia, nơi Cơ đốc giáo được tuyên bố là quốc giáo vào năm 337 và cho đến nay nó vẫn là trụ sở của Giáo hội Chính thống Gruzia.
Vào thế kỷ 5, dưới thời của vua Vakhtang I, nhà thờ vĩ đại nhất của Gruzia là Svetitskhoveli được xây dựng ở Mtskheta. Vị vua kế vị Dachi đã rời đô từ Mtskheta đến Tbilisi để dễ bảo vệ hơn theo ý muốn của cha ông. Sau đó, tầm quan trọng của Mtskheta đã giảm dần nhưng nó vẫn tiếp tục được chọn làm nơi đăng quang và chôn cất cho hầu hết các vị vua của Gruzia cho đến cuối vương quốc vào thế kỷ 19. Để công nhận vai trò của nó trong lịch sử Kitô giáo Gruzia, thành phố đã được Thượng phụ Công giáo toàn Gruzia Ilia II phong tặng "Thành phố Thánh", theo di chúc thế kỷ 11 của người tiền nhiệm Melchizedek I

## Di tích

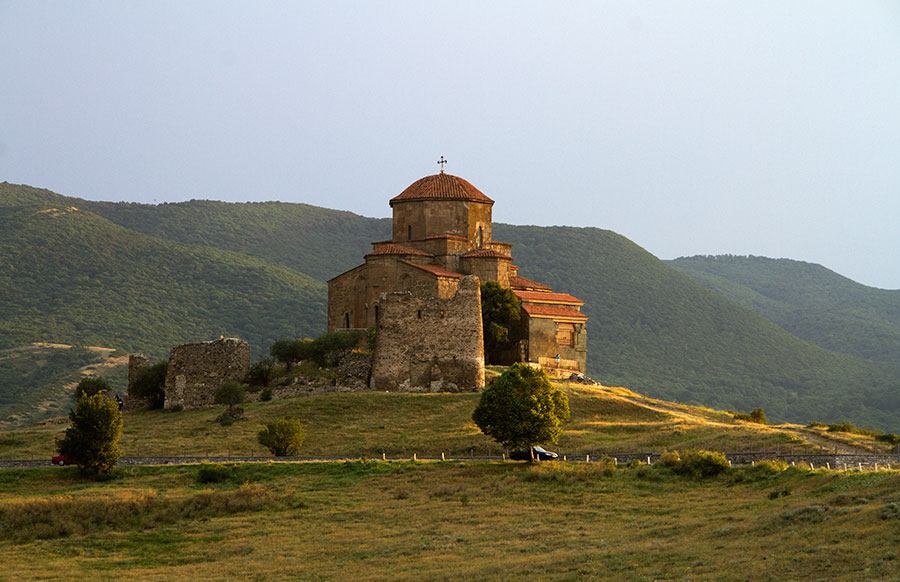
Tu viện Jvari

Nhà thờ Svetitskhoveli thế kỷ thứ 11 và Tu viện Jvari thế kỷ thứ 6 ở Mtskheta là hai trong số những di tích quan trọng nhất của kiến trúc Kitô giáo Gruzia và có ý nghĩa lớn về mặt lịch sử trong việc phát triển nền kiến trúc Trung Cổ khắp vùng Kavkaz. Nhất là các chữ viết từ xa xưa tại đây có tầm quan trọng lớn trong việc tham khảo, nghiên cứu nguồn gốc hệ thống chữ cái đầu tiên của Gruzia.
Ở vùng ngoại ô thành phố Mtskheta là tàn tích của pháo đài Armaztsikhe có niên đại từ thế kỷ thứ 3 TCN, Thành phòng thủ Armaztsikhe có niên đại cuối thế kỷ 1 TCN, phần còn lại "Cầu của Pompey" theo truyền thuyết được xây dựng bởi đội quân lê dương La Mã của Pompey vĩ đại vào thế kỷ 1 TCN, phần còn lại của một Cung điện hoàng gia từ thế kỷ 1 tới thế kỷ 3, gần bên là ngôi mộ từ thế kỷ thứ 1, một nhà thờ nhỏ thế kỷ thứ 4, tu viện Samtavro thế kỷ thứ 11, và pháo đài của Bebris Tsikhe thế kỷ 14. Ngoài ra, tòa nhà Viện khảo cổ học, vườn Mikheil Mamulashvili và tượng đài của nhà điêu khắc Elena Machabeli cũng rất đáng chú ý.
Các di tích lịch sử tại Mtskheta đã từng bị UNESCO liệt vào Danh sách di sản thế giới bị đe dọa do việc suy thoái nghiêm trọng của các công trình bằng đá và các bức bích họa.

## Thành phố kết nghĩa
- Leuville-sur-Orge, Pháp (2001)
- Argos, Hy Lạp (1991)[7]